# Thierstein (Fichtelgebirge)

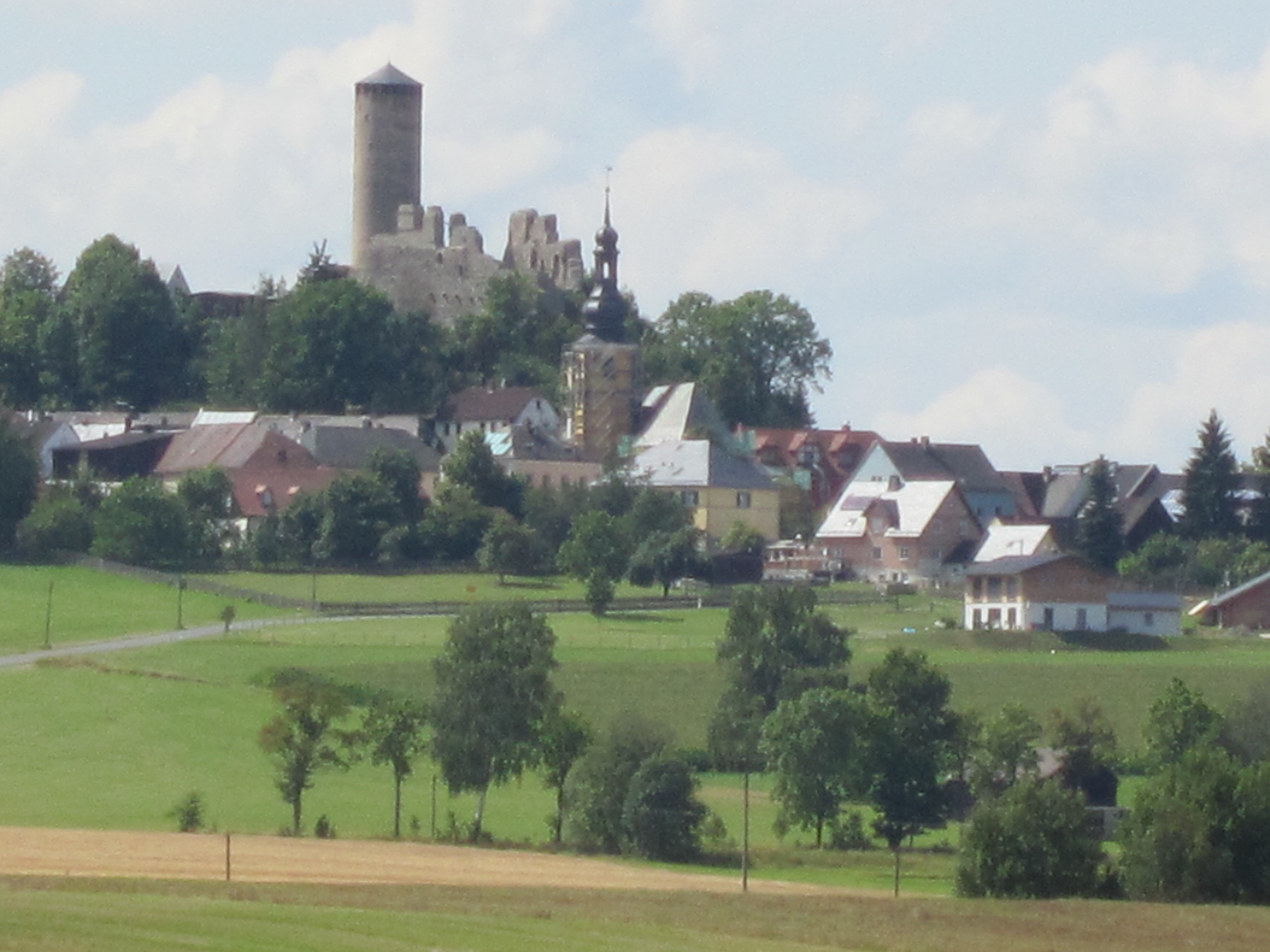
Thierstein – Blick von Osten

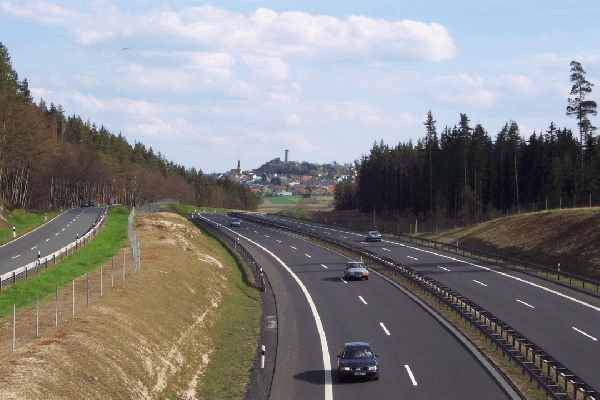
Thierstein – Blick von Norden (von der Autobahn A 93 aus)

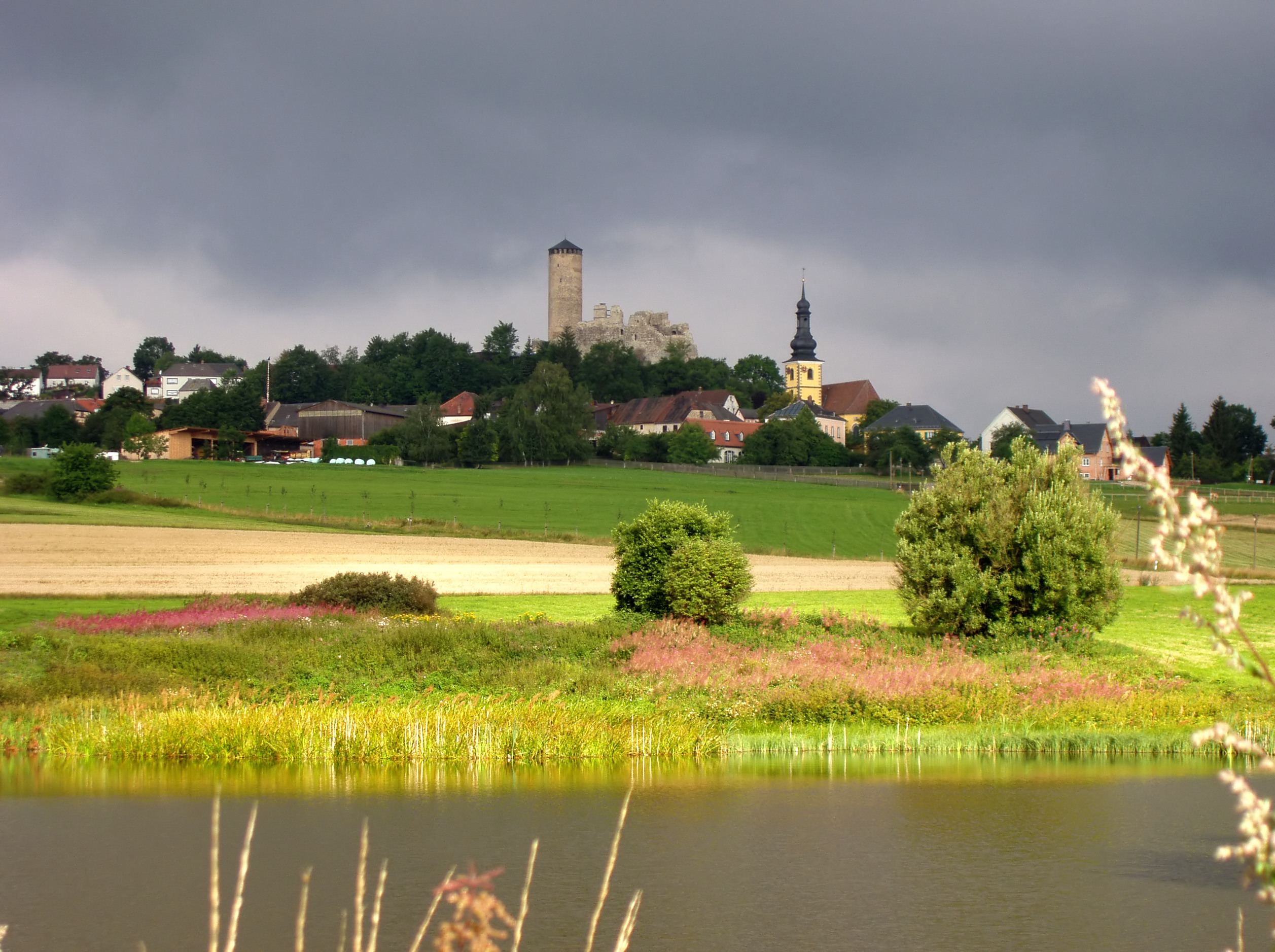
Thierstein – Blick von Süden

Thierstein ist ein Markt im Landkreis Wunsiedel im Fichtelgebirge (Regierungsbezirk Oberfranken) und ein Mitglied der Verwaltungsgemeinschaft Thiersheim.

## Geografie

### Lage
Thierstein liegt im Fichtelgebirge nahe der Grenze zur Tschechischen Republik unmittelbar an der Bundesautobahn 93 (Anschlussstelle 10, Höchstädt).

### Nachbargemeinden
Nachbargemeinden sind im Uhrzeigersinn im Norden beginnend: Selb, Hohenberg an der Eger, Thiersheim, Höchstädt im Fichtelgebirge und Marktleuthen. Höchstädt grenzt direkt im Westen an.

### Gemeindegliederung
Es gibt 15 Gemeindeteile (in Klammern ist der Siedlungstyp angegeben):
- Birkenbühl (Dorf)
- Dangesbühl (Einöde)
- Hafendeck (Einöde)
- Hendelhammer (Dorf)
- Hohenmühle (Weiler)
- Kaiserhammer (Dorf)
- Neudürrlas (Weiler)[4]
- Öchslersmühle (Einöde)
- Pfannenstiel (Weiler)
- Schlößlein (Einöde)
- Schwarzenhammer (Dorf)
- Schwarzteich (Einöde)
- Thierstein (Hauptort)
- Wäschteich (Weiler)
- Ziegelhütte (Einöde)

## Geschichte

### Bis zur Gemeindegründung
Der Name Thierstein ist erstmals am 20. März 1340 in einer von Albrecht der Nothaft von Tirstein ausgestellten Urkunde im Kreisarchiv Eger (Cheb) nachgewiesen. Drei Jahre später, am 16. Juli 1343, belehnte Kaiser Ludwig der Bayer Albrecht Nothaft mit der von diesem „auf des Reichß Perg und Poden“ errichteten Burg Thierstein. Am Ende des 14. Jahrhunderts verkaufte die Familie Notthafft die Herrschaft Thierstein, zu der auch die Märkte Thiersheim und Marktleuthen sowie eine Reihe von Dörfern in der Umgebung gehörten, an den Markgrafen Wilhelm I. von Meißen. Von dessen Erben gelangte die Burg mit ihrem Herrschaftsgebiet 1415 an die Burggrafen von Nürnberg aus dem Hause Hohenzollern. Diese besetzten die Burg mit Amtleuten, zu denen unter anderen Oswalt von Truhendingen gehörte. 1603 befahl Markgraf Georg Friedrich von Brandenburg die Auflassung der Burg und den Bau eines neuen Amtshauses außerhalb des Ortes Thierstein. Die Burg wurde dem Verfall preisgegeben.
Der Markt Thierstein wurde als Burgsiedlung gegründet. Ähnlich wie in Hohenberg an der Eger, wo die markgräfliche Regierung noch 1499 durch die Gewährung von allerlei Freiheiten bestrebt war, „das daselbst vor dem Sloss mehr Mannschaft gemacht würde“, werden auch die Nothafft ihre Burgsiedlung mit allerlei Rechten und Freiheiten ausgestattet haben, um Handwerker und andere Siedlungswillige anzulocken. Dass die Nothafft durchaus in der Lage waren, Privilegien für die in ihrem Besitz befindlichen Orte zu erteilen, beweist eine Urkunde vom 10. Mai 1399, in der Markgraf Wilhelm I. von Meißen den Bürgern zu Thiersheim die Freiheiten, Rechte und Gewohnheiten bestätigte, die sie „vorher von dem Ehrbaren Peter Nothaft gehabt haben“.
Für das 15. Jahrhundert ist für Thierstein eine magistratische Verfassung mit eigenem Ratssiegel nachgewiesen. 1725 wurde der Ort durch ein im Pfarrhaus ausgebrochenes Feuer weitgehend eingeäschert.
Im Jahr 1818 entstand die politische Gemeinde.

### 19. und 20. Jahrhundert
Am 1. Mai 1914 wurde die Bahnstrecke Holenbrunn–Selb eröffnet, an der Thierstein mit dem Nachbarort Höchstädt einen Bahnhof erhielt. Der Personenverkehr wurde am 28. September 1986, der Güterverkehr am 28. Mai 1988 eingestellt.
Im Zweiten Weltkrieg wurden beim Beschuss durch amerikanische Artillerie am 20. April 1945 die Kirche und fünfzehn Wohngebäude zerstört.

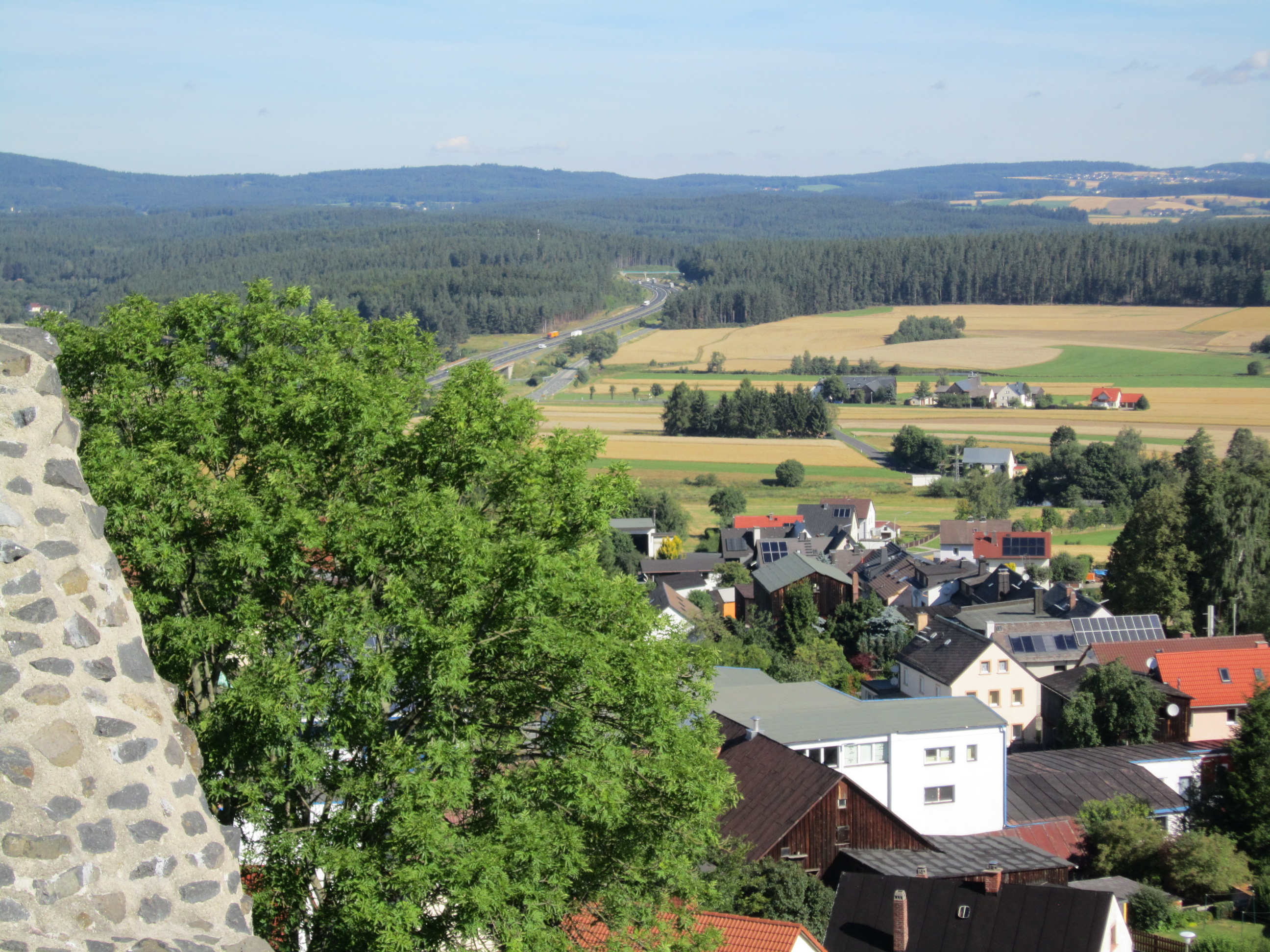
Blick vom Bergfried in Richtung Norden
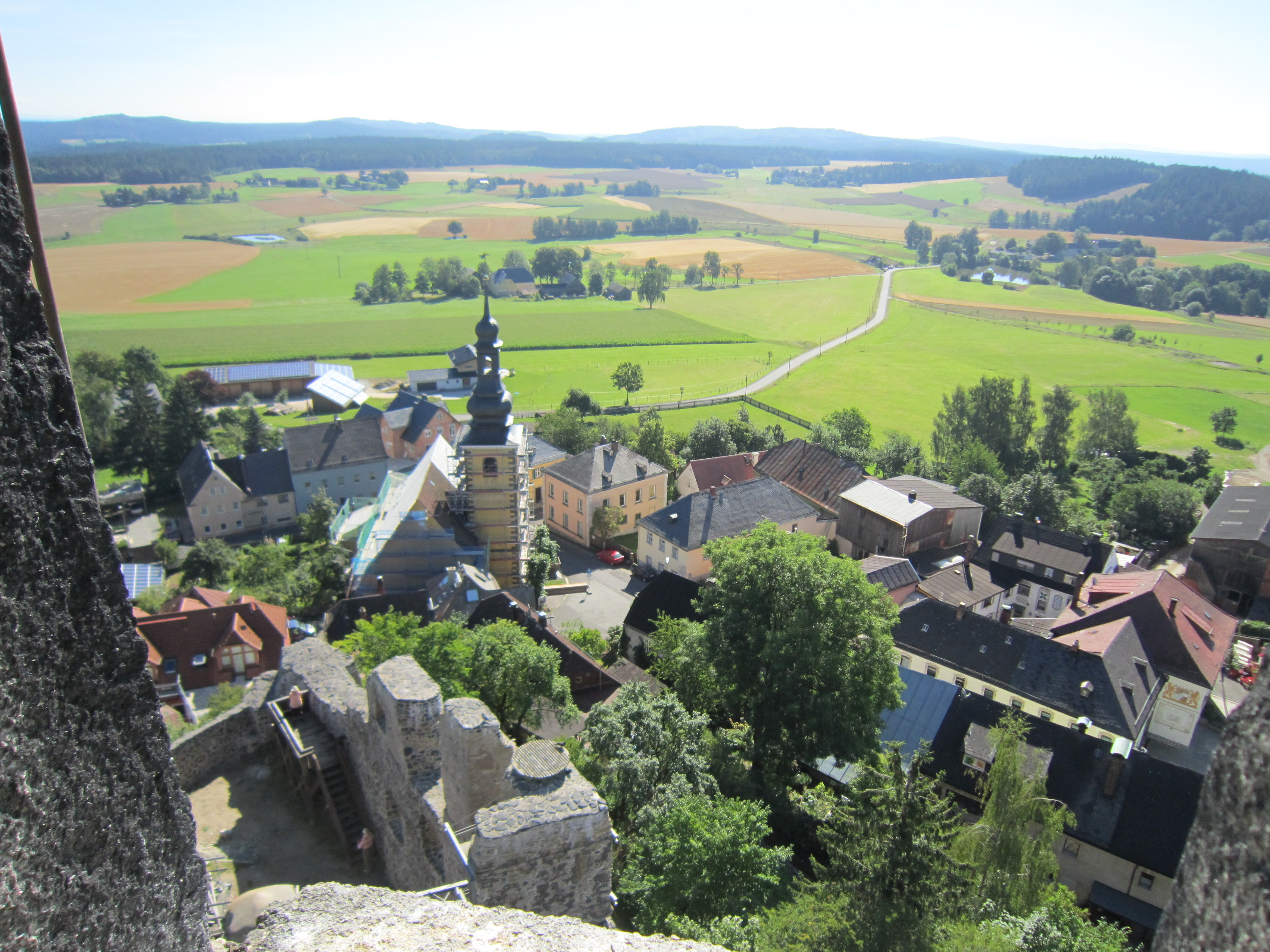
Blick vom Bergfried in Richtung Nordosten
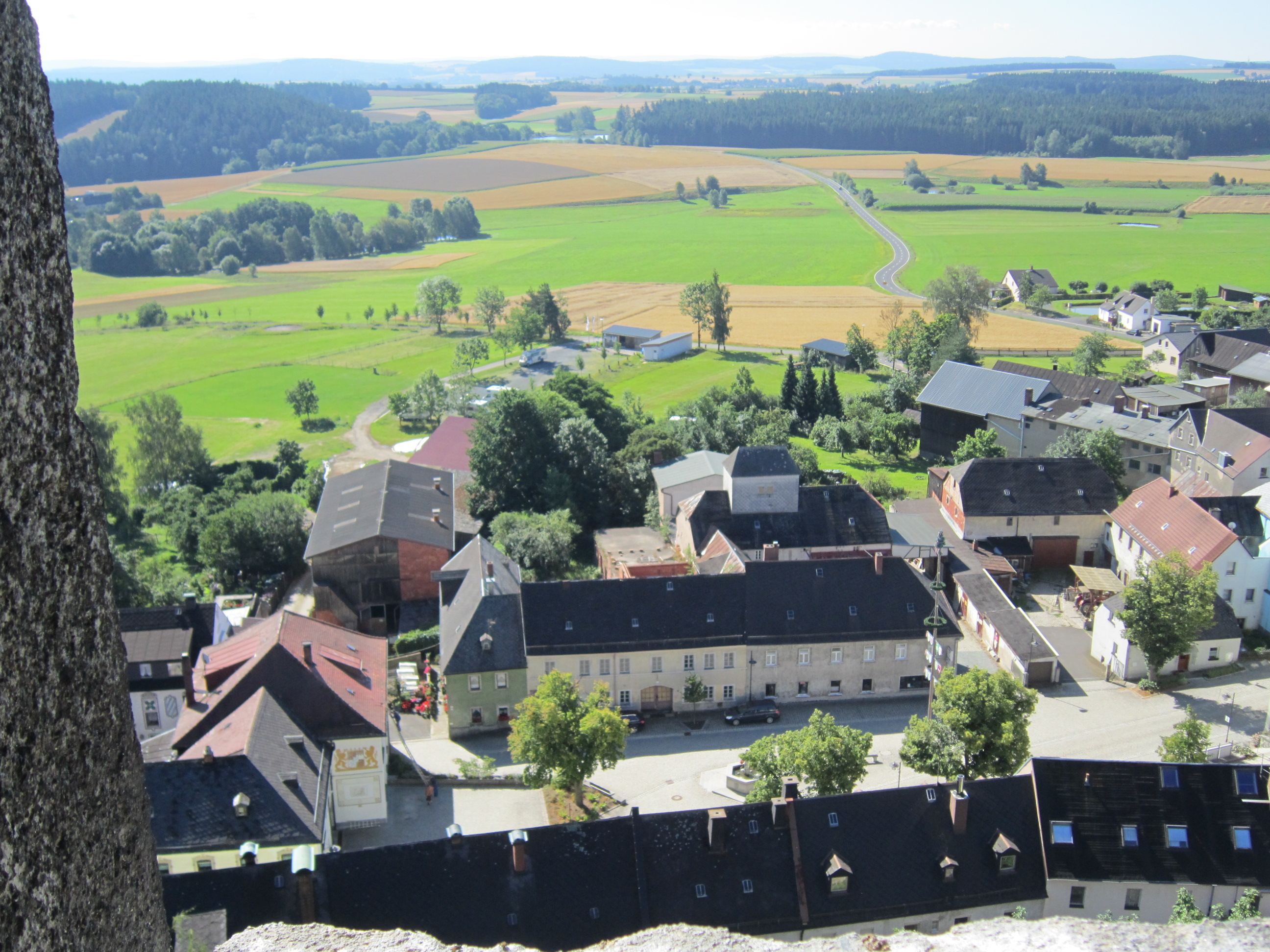
Blick vom Bergfried in Richtung Osten
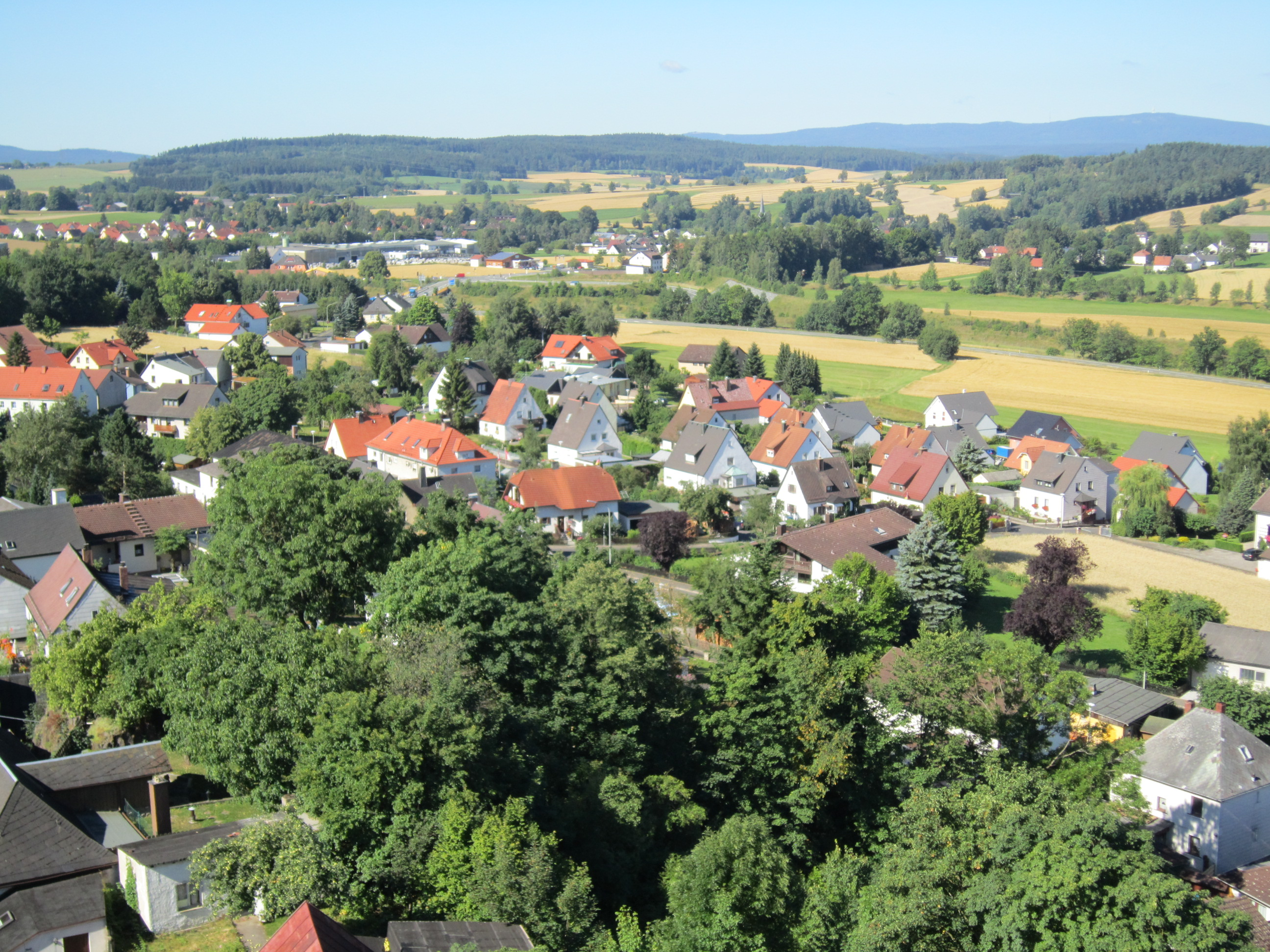
Blick vom Bergfried in Richtung Süden

### Eingemeindungen
Im Zuge der Gebietsreform in Bayern wurden am 1. Januar 1978 die Gemeinde Birkenbühl sowie Teile der aufgelösten Gemeinde Schwarzenhammer, die am 1. Juli 1953 ihren Namen erhielt (vorher Hebanz), eingegliedert.

### Einwohnerentwicklung
Zwischen 1988 und 2018 sank die Einwohnerzahl von 1365 auf 1149 um 216 bzw. um 15,8 %.

## Gemeinderat

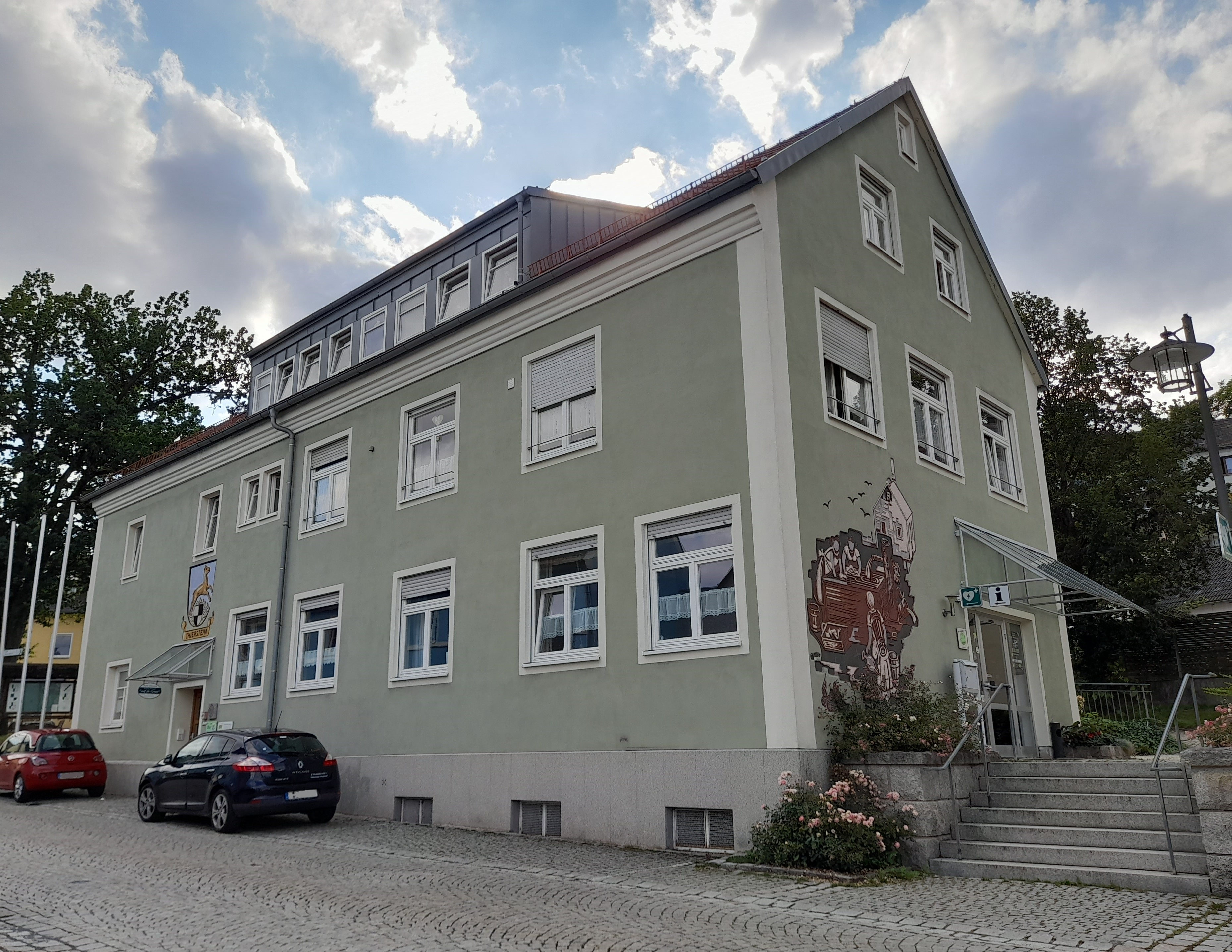
Gemeindeverwaltung Thierstein

Die Kommunalwahlen 2002 bis 2020 führten zu der folgenden Sitzverteilung im Marktgemeinderat:
| Partei/Liste               | 2002  | 2008 | 2014 | 2020  |
| -------------------------- | ----- | ---- | ---- | ----- |
| CSU                        | 7 *   | 7 *  | 4    | 3     |
| Freie Wählergemeinschaft   | 7 *   | 7 *  | 3    | 6     |
| SPD                        | 5     | 4    | 4    | 3     |
| Alternative für Thierstein | n. a. | 1    | 1    | n. a. |
| Gesamt                     | 12    | 12   | 12   | 12    |

## Wappen
|  | Blasonierung: „In Blau ein linksgewendetes goldenes Tier, das über einen aus Steinblöcken gefügten und mit einem von Silber und Schwarz gevierten Schildchen belegten silbernen Berg springt.“ |
|  | |

## Kultur und Sehenswürdigkeiten

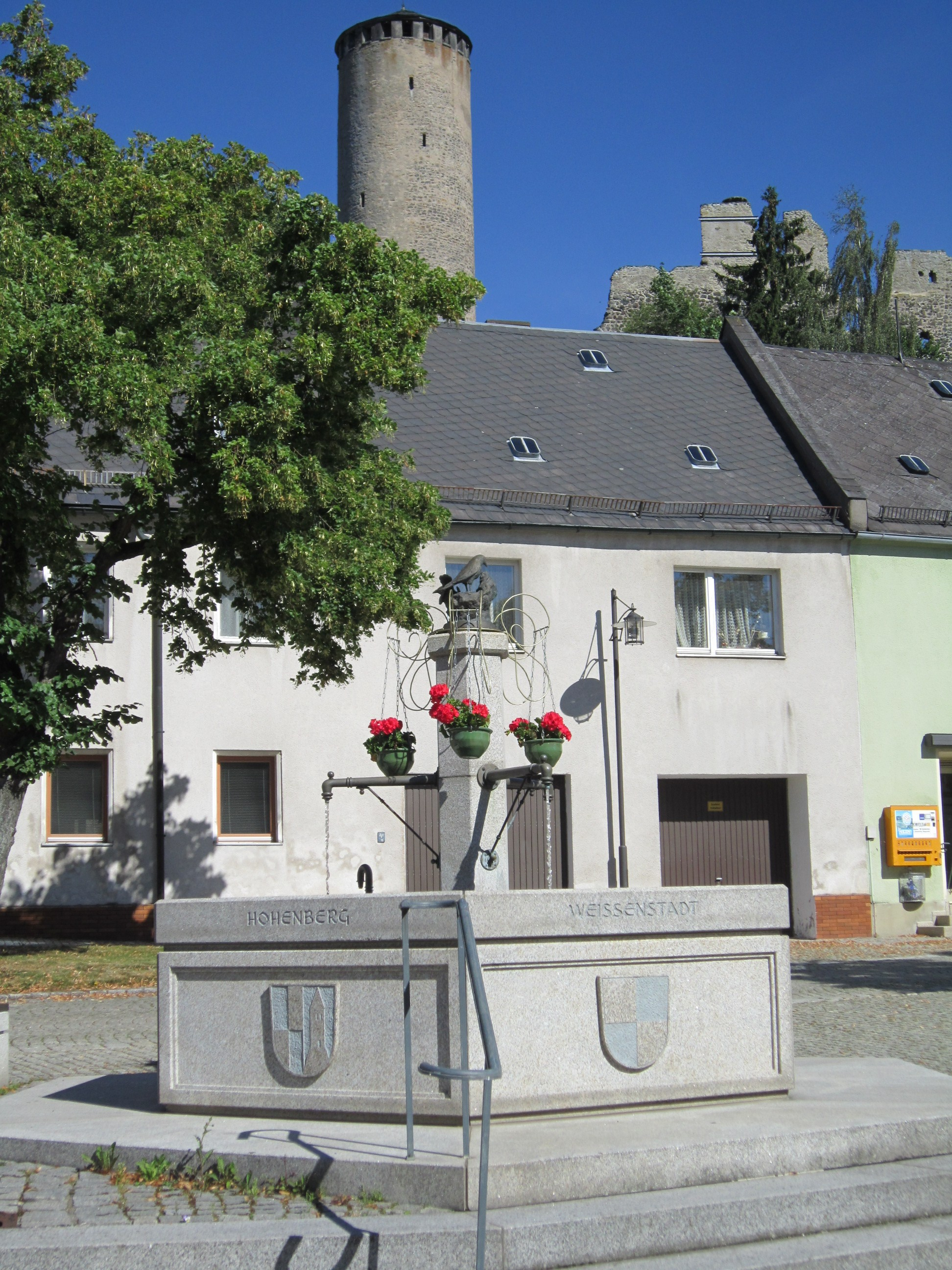
Sechsämterland-Brunnen; im Hintergrund die Burgruine

### Friedhof
Auf dem Ortsfriedhof erinnert ein Massengrab mit Gedenkstein an 69 KZ-Opfer, die durch die nationalsozialistische Gewaltherrschaft ihr Leben verloren und dort begraben wurden. Die KZ-Häftlinge starben auf dem „Evakuierungsmarsch“ vom Konzentrationslager Buchenwald zum Konzentrationslager Flossenbürg vor Erschöpfung oder wurden von SS-Wachmannschaften ermordet; ihre Namen sind unbekannt. Drei von ihnen wurden auf den Thiersteiner Friedhof geführt und dort erschossen, die Leichen der anderen zunächst am Wegesrand oder in Wäldern verscharrt. Ihre Umbettung auf den Friedhof erfolgte im Juni 1945, im Juni 1946 fand in Thierstein eine Trauerfeier statt. Das Mahnmal wurde im August 1948 eingeweiht.

### Bauwerke
- Der Burgstall Foerles-Neudürrlas ist ein Burgstall nahe Neudürrlas.
- Die weithin sichtbare Burgruine ist ein beliebtes touristisches Ziel; vom Bergfried genießt man eine herrliche Rundumsicht über den gesamten Innenraum des Fichtelgebirges bis in das Egerland.

## Söhne und Töchter der Gemeinde
- Gottlieb Adam Johann von Schallern (1766–1827), Arzt
- Manfred Jena (1948–2025), Justizbeamter und Politiker